# Czterdziestolatek. 20 lat później
Czterdziestolatek. 20 lat później (lub 40-latek. 20 lat później) – polski serial z 1993, będący kontynuacją serialu Czterdziestolatek z lat 70.

## Lista odcinków
1. Jubileusz, czyli jeszcze nie sprzątają
2. Głodówka, czyli zamykanie parasola
3. Aukcja, czyli ojciec założyciel
4. Sinobrody, czyli prawo do życia
5. Puste krzesło, czyli nie wierzę w Świętego Mikołaja
6. Za kulisami, czyli bisnesswoman
7. Kuzynka, czyli powrót do źródeł
8. Redukcja, czyli wolny zawód
9. Przetarg, czyli jedyne wyjście
10. Bliźniak, czyli pieniądz robi pieniądz
11. Musimy się zdzwonić, czyli cienie przeszłości
12. Nagłe zawirowanie, czyli most
13. Pod klucz, czyli prawo własności
14. Nic się nie zdarzy, czyli odmienić życie
15. Drzewo, czyli cel w życiu

## Fabuła
Obrazuje dalsze losy rodziny inż. Stefana Karwowskiego. Reżyser, a zarazem współautor scenariusza, Jerzy Gruza, podobnie jak w pierwszej części serialu, sprytnie ukrył podteksty polityczne, będące echem przemian ustrojowych po 1989 w Polsce. Główny bohater próbuje odnaleźć siebie w nowej rzeczywistości społeczno-gospodarczej, zmagając się jednocześnie z licznymi problemami natury osobistej. Serial to połączenie komedii i humoru postaci czy sytuacji z dramatem ludzkiego przemijania odzwierciedlającym się w poczynaniach głównego bohatera i dalszym rozwoju akcji.
Karwowski jest inżynierem pracującym przy odbudowie (po pożarze) Teatru Narodowego. Wkrótce jednak zostaje zredukowany (zwolniony) i decyduje się na założenie własnej firmy budowlanej Stefbud. Jego największą inwestycją jest most koło Garwolina (zaczynał od budowy pomnika na Powązkach). Dzięki znajomej swojego syna poznaje tajniki gry na giełdzie. Na skutek działań różnych osób, w tym Mietka Powroźnego (byłego dyrektora zjednoczenia), swojego zięcia Gerarda oraz posła Mieczysława Gajnego z partii Zdrowa Woda (byłego przełożonego Magdy), zostaje wplątany w wybory do Sejmu jako kandydat aż z trzech list. Ostatecznie wycofuje się ze startu w wyborach. W wolnym czasie zajmuje się wnukami, spotyka też swoją dawną miłość ze studiów.
Magda nadal pracuje w laboratorium w warszawskiej Stacji Filtrów. Odgrywa ważną rolę przy jego prywatyzacji, po czym zostaje szefową nowo powstałej spółki. Próbuje odgrywać – z różnym skutkiem – rolę bizneswoman, w czym wzoruje się na Celinie Powroźnej, właścicielce salonu kosmetycznego (w jednym z odcinków określony jako „fitness centre”).
Karwowscy pragną kupić dom za miastem, jednak stwierdzają, że ich na to nie stać (środki na zakup domu Karwowski inwestuje w akcje, licząc na ich pomnożenie). Kiedy ich mieszkanie zostaje okradzione, odkrywają na nowo proste radości życia. W ostatnim odcinku Stefan sadzi drzewo na skarpie staromiejskiej w Warszawie.
Córka Jagoda jest żoną Gerarda, francuskiego biznesmena (dysponującego kapitałem tunezyjskim) i prowadzi przebojowo jego firmę (Mega Investment), bierze też udział w konkursie „Business Woman Roku”.
Syn Marek pracuje w Instytucie Języków Martwych PAN i prowadzi zajęcia na Uniwersytecie Warszawskim. Dorabia jako ochroniarz i (okazjonalnie) przewodnik wycieczek. Ma troje dzieci (chłopców), każde z innego związku.
Dawna współpracowniczka Karwowskiego na warszawskich budowach, pani Zosia, obecnie przyjaciółka Karwowskich, prowadzi wraz z mężem (byłym wojskowym) pizzerię Angelo (gdzie zatrudnia w charakterze kelnerów absolwentów studiów aktorskich). Były technik Roman Maliniak, tytułowany w serialu „przewodniczącym”, zajmuje ważne stanowisko u szczytów władzy. Ratuje Karwowskiego z opresji (licząc przy tym na korzyści natury PR-owej), przy każdym spotkaniu wypominając mu jednak nomenklaturową przeszłość. Z kolei Kobieta Pracująca, która w socjalizmie żadnej pracy się nie bała, w kapitalizmie poznaje smak bezrobocia (cały czas zdobywając jednak nowe umiejętności), a w końcu zakłada własny interes – zostaje jasnowidzem.

## Obsada
| - Andrzej Kopiczyński – inż. Stefan Karwowski - Anna Seniuk – Magda Karwowska - Irena Kwiatkowska – Kobieta Pracująca; wróżka i sąsiadka Karwowskich - Leonard Pietraszak – Karol Stelmach, sąsiad i przyjaciel Karwowskich - Wojciech Malajkat – Marek Karwowski, syn Karwowskich - Joanna Kurowska – Jagoda Karwowska–Bonnet, córka Karwowskich, żona Gerarda - Wojciech Mann – Gerard Bonnet, szef Mega Investment - Roman Kłosowski – przewodniczący Roman Maliniak - Wojciech Pokora – poseł Mieczysław Gajny - Paweł Nowisz – Stasiek, sąsiad Karwowskich - Janusz Gajos – Antoni Sławek, polski przedsiębiorca, brat Magdy - Zofia Czerwińska – Zofia Matusik, właścicielka pizzerii Angelo - Wojciech Wiliński – Zenon Matusik, mąż Zofii - Alina Janowska – Celina Powroźna, właścicielka salonu kosmetycznego - Ryszard Pietruski – Mieczysław Powroźny, właściciel licznych spółek, mąż Celiny - Stefan Friedmann – Władek, właściciel firmy Władek Second-Hand Market i dawny robotnik Stefana - Emilia Krakowska – inż. Halina Małecka-Klecka, szefowa odbudowy Teatru - Marek Kondrat – dyrektor Filtrów - Marek Kępiński – Łączka, pracownik Antoniego Sławka - Marek Dąbrowski – Macoszczak, dyrektor Unifarbu - Ewa Sałacka – projektantka mody, uczestniczka konkursu „Business Woman Roku” - Wiesław Michnikowski – literat Pacierpnik, pierwszy klient firmy Karwowskiego - Katarzyna Śmiechowicz – Gosia, narzeczona Pacierpnika |  | - Jerzy Ofierski – minister przekształceń własnościowych - Krzysztof Materna – Józef, sekretarz Gerarda - Jacek Domański – pracownik telewizji - Tomasz Dutkiewicz – pośrednik sprzedający bliźniak - Jerzy Felczyński – pan Dexter, kolekcjoner dzieł sztuki - Grzegorz Gierak – dyrektor hotelu „Mercure” - Zbigniew Suszyński – kelner - Andrzej Malec – kelner - Magdalena Gnatowska – pielęgniarka na pogotowiu - Wiesław Gołas – mężczyzna przy budce telefonicznej - Jacek Kałucki – pracownik telewizji - Małgorzata Prażmowska – babcia poszukująca wnuczki Jagienki - Ryszard Radwański – urzędnik w Wydziale Zieleni Miejskiej - Justyna Sieńczyłło – dziewczyna w pubie - Antoni Ostrouch – sąsiad pilnujący parkingu - Jerzy Słonka – sąsiad pilnujący parkingu - Lech Sołuba – pracownik agencji ochroniarskiej - Ryszard Chlebuś – uczestnik wycieczki do Aleksandrii - Halina Kowalska – Wanda, dawna miłość Karwowskiego - Wiesław Drzewicz – kierownik w Cricolandzie - Beata Ścibakówna – pani Jadzia - Agnieszka Wosińska – dziewczyna w Cricolandzie - Zofia Perczyńska – starsza pani w Łazienkach - Jerzy Żydkiewicz – starszy pan w Łazienkach - Elżbieta Mreńca – Ela |